# Psycholinguistique
 (avril 2015).
La psycholinguistique est un domaine d'étude scientifique interdisciplinaire, auquel collaborent psychologues expérimentaux et linguistes théoriques qui désirent comprendre la nature fondamentale du langage. Elle s’intéresse aux processus cognitifs mis en œuvre dans le traitement et la production du langage. Fondée dans les années 1950, elle fait appel à de nombreuses disciplines, telles la linguistique, la neurologie et la neurobiologie, la psychologie et les sciences cognitives.
La psycholinguistique cherche à caractériser les opérations mentales qui découlent du traitement de l’information sur plusieurs plans tels que la phonologie et la phonétique, le lexique, la syntaxe, la morphologie, la sémantique et la pragmatique. La communication humaine implique de nombreux processus cognitifs qui s'exécutent très rapidement (l'identification d'un mot s'effectuant en général en l'espace de quelques centaines de millisecondes), souvent en parallèle, et de manière inconsciente. L'étude de ces mécanismes nécessite donc, d'une part, l'usage d'une instrumentation spécifique, (par exemple le sonagraphe qui a facilité l'exploration du contenu des sons de parole) et, d'autre part, des protocoles expérimentaux particuliers destinés à isoler le processus cognitif étudié.
La psycholinguistique ne s'intéresse pas uniquement au processus mis en œuvre par le cerveau humain lors de la perception ou de la production du langage, mais également aux pathologies pouvant affecter ces capacités linguistiques, à l'acquisition du langage chez l'enfant, ou au bilinguisme.

## Introduction

### Point de vue psychologique
Du côté de la psychologie, l'intérêt est surtout tourné vers les données empiriques. Plusieurs chercheurs se sont penchés sur l'anatomie du cerveau, comme le physiologiste et anatomiste Franz Joseph Gall, fondateur de la phrénologie, qui avait pour but d’associer certaines facultés mentales spécifiques et indépendantes aux formes du crâne. Il a découlé de cette théorie une multitude de travaux et de modèles neuro scientifiques qui incluaient, chacune à sa façon, les capacités langagières. C’est au XIXe siècle que deux chercheurs de renommés, Paul Broca et Carl Wernicke, identifièrent sur un modèle anatomique les principales aires du langage : l’aire de Broca (Brodmann 44-45) et l’aire de Wernicke (Brodmann 22). Ils furent les premiers à localiser le « centre du langage » dans le cerveau. En psychologie, l'étude du langage se penche sur tous les processus qui permettent son apprentissage (la compréhension, l'acquisition, le traitement) Le langage n'est généralement pas considéré comme indépendant des autres fonctions cognitives. Le cerveau en entier est concerné. Les capacités langagières ne sont pas innées mais plutôt acquises grâce aux stimuli de l’environnement. Les analyses sont principalement centrées sur le langage spontané ou induit (production langagière).

### Point de vue linguistique
Du côté de la linguistique, plusieurs modèles théoriques furent proposés pour tenter d'expliquer l'émergence et le développement du langage chez l'être humain. Ferdinand de Saussure, considéré comme le père fondateur du structuralisme linguistique, a défini plusieurs notions fondamentales telle la notion de signe linguistique et les différences entre la définition de la parole, du langage et de la langue. En linguistique, les études analysent plutôt la compétence du locuteur par ses intuitions. Les linguistes cherchent à définir le langage en tant que faculté cognitive et à en décrire la nature dans des modèles formels. Le but premier n'est pas de savoir comment le langage est produit lors de l'élocution mais plutôt de le définir par le biais de l'étude de ses propriétés sous-jacentes (son vocabulaire, sa syntaxe, sa sémantique, sa morphologie, sa phonologie, etc.). Noam Chomsky propose que la capacité à acquérir une langue est issue d'une codification génétique (neuronale) propre à l'humain. Ainsi, selon l'approche innéiste, l'environnement linguistique sert de stimulus déclencheur à la mise en marche de la capacité linguistique. Jusqu'à il y a une quinzaine d'années, cette capacité langagière innée était considérée comme un organe langagier à toute fin pratique indépendant des autres fonctions, mais cette notion stricte de modularité a été révisée.

## Domaines d'étude
À partir de cette collaboration interdisciplinaire entre la psychologie et la linguistique, une multitude de domaines d’études connexes a émergé : la perception du langage, l’acquisition du langage, la compréhension du langage, la production verbale et écrite, la lecture et les troubles du langage. Sur le plan pratique, les travaux en psycholinguistique font l’usage de plusieurs techniques modernes des neurosciences comme l'étude des potentiels évoqués (ERP), la magnétoencépaholographie (MEG), l’imagerie par résonance magnétique fonctionnelle (IRMf), la technique d'oculométrie et la technique d'imagerie optique qui permettent d’établir et de valider de nouvelles théories. On donc peut distinguer plusieurs composantes à l'intérieur de la psycholinguistique :
- La phonétique et la phonologie qui s'intéressent à l'étude des sons de la parole. Autrement dit, comment le cerveau fait-il pour produire et comprendre ces sons ?
- La morphologie ;
- La syntaxe ;
- La sémantique ;
- La pragmatique.

Elle est composée des domaines suivants[réf. nécessaire] :
- L'acquisition du langage
- La compréhension du langage
- La perception de la parole
- La production verbale orale et écrite
- Les troubles du langage
- Langage et pensée
- La reconnaissance visuelle des mots (ou la lecture)

## Histoire
Le terme « psycholinguistique » a été créé en 1951 lors d'un séminaire d'été à l'Université Cornell, aux États-Unis, où un comité regroupant plusieurs psychologues et linguistes comme Osgood et Sebeok a été créé. En 1953, le premier livre sur la psycholinguistique est publié dans lequel une synthèse entre les deux disciplines est présentée. Ainsi, certains chercheurs ont établi depuis un certain temps des liens entre l’empirisme de la psychologie expérimentale et les modèles théoriques de la linguistique. Saussure et Leonard Bloomfield avaient proposé que les faits de langues soient un système dans lequel les signes se combinent et évoluent de façon inconsciente et selon des lois inconnues. De cette façon, la linguistique structuraliste de Ferdinand de Saussure fusionne avec une conception langagière appliquée en termes de stimuli et de réponses découlés du béhaviorisme de Skinner en 1957. Hormis d'autres approches, le behaviorisme a modulé la psycholinguistique naissante des années 1950.
En 1948, Claude Shannon publie A Mathematical Theory of Communications. Il présente sa conception d’un système qui permet la quantification de l’ensemble du contenu et dont l’encodage est fait selon une distribution statistique,. La théorie de Shannon mena à la « première génération de psycholinguistes ». C’est dans cette voie que la rencontre des linguistes et des adeptes d’un behaviorisme modéré donne naissance à la psycholinguistique.
Noam Chomsky, à la fin des années 1950, aborde le langage d'un point de vue cognitif. La linguistique est, selon lui, une branche de la psychologie,. En 1959, il publie un ouvrage critique des théories de langages proposées par Burrhus Frederic Skinner, fondateur du comportementalisme radical. Selon Skinner, l’apprentissage du langage se fait par simple imitation. L’environnement est une condition obligatoire et suffisante à l’apprentissage du langage. La conception de Chomsky est divergente à ce niveau. Il rejette les théories béhavioristes en affirmant le caractère plutôt inné du langage,. L'environnement ne joue qu'un rôle déclencheur. Ce changement de paradigme a fait en sorte qu’on retrouve maintenant le cognitivisme au premier plan théorique des recherches scientifiques en psycholinguistique, affirmant la prééminence des activités mentales centralisées,. Cette approche permet de dissocier la performance de la compétence en expliquant le langage comme un producteur et non comme un produit. Les analyses linguistiques se font désormais en utilisant des méthodes psychologiques,.

### Rapprochements et divergences au cours de l'évolution de la psycholinguistique
Cette collaboration entre les deux disciplines eut un succès initial même si les choix d'objets d'études étaient différents. Les deux disciplines cherchent à étudier la nature du langage et le fonctionnement de celui-ci dans le cerveau. Les informations linguistiques permettent de mieux comprendre ce qui se passe dans le cerveau. Les psychologues et les linguistes ont par la suite pris des chemins différents en raison d'une divergence dans les outils d'élaboration des théories, d'une approche différente quant à la contribution biologique et de l'environnement au langage, puis d'une analyse différente de ce qui constitue une explication. Leurs définitions du langage sont à l'origine du conflit. Les psychologues se concentrent sur la performance du locuteur, mettent l'accent sur les processus cognitifs qui sous-tendent la faculté de langage, et considèrent la contribution de l'environnement suffisante à l'apprentissage d'une langue. Ils s'interrogent sur la correspondance entre les théories abstraites des linguistes et le comportement qui n'est pas observable. Les linguistes se concentrent sur la compétence des locuteurs, postulent l'idée d'un organe langagier et soulèvent la question de la modularité. Ils ont une vision simpliste des psychologues.
Malgré ces différends, un nouveau rapprochement a eu lieu dans les années 1970, où il est maintenant possible d'étudier la nature de la fonction langagière de façon expérimentale, sans à avoir à se confiner aux modèles abstraits,. Cette « révolution cognitive » permet l'élaboration de modèles intégrés du langage. Ces nouveaux modèles ont remis en question l'indépendance de la fonction du langage. Ils ont permis également d'étudier des sujets sains à l'aide des techniques d'imagerie cérébrale. Ces techniques d'imagerie cérébrale permettent d'établir des corrélations entre les lésions ou les fonctions cognitives et des aspects linguistiques, de vérifier des hypothèses abstraites, de vérifier des ambigüités structurales, etc.,. Les avancées en neurosciences permettent de poser des questions touchant les deux disciplines. Les recherches touchent la réalité psychologique des unités linguistiques (syllabe, segment, trace, phonème, syntagme, etc.).

## Méthodes et mesures
Les expériences psycholinguistiques reposent sur des protocoles précis qui permettent de mettre en évidence un phénomène cognitif impliqué dans le traitement du langage, et de reproduire ces expériences sur d'autres sujets. La mesure quantitative du processus cognitif étudié peut être effectuée par la mesure des comportements des sujets lorsqu'un son de parole ou une phrase écrite leur est présentée (temps de réaction, pourcentage de réponses correctes, etc). On parle alors de psycholinguistique comportementale. De manière complémentaire, le chercheur peut étudier l'activité des zones cérébrales impliquées dans un processus cognitif de traitement linguistique, grâce aux techniques d'imagerie cérébrale : EEG, Électroencéphalographie quantitative, ERP, MEG, TEP et IRM.

### Expériences comportementales
L'intérêt des chercheurs pour l'étude de la perception de la parole précède largement le développement des premières techniques de neuro-imagerie. La psychoacoustique, l'étude de la perception des sons sur la seule base du comportement du participant, fut donc longtemps la seule approche possible pour élucider les questions posées dans ce domaine. Il s’agissait de révéler la structure cachée de la cognition par la mesure des actions : ainsi un grand nombre de modèles psycholinguistiques encore utilisés aujourd’hui, comme le Modèle d'Activation Interactive de la reconnaissance de mots de McClelland & Rumelhart ou la Théorie Motrice de Liberman, sont fondés quasi-exclusivement sur l’observation des réponses d’un participant à la présentation de stimuli langagiers (mesurées en termes de temps de réaction, de taux de compréhension correcte, de seuil d’intelligibilité…). En outre, cette méthode d’investigation purement comportementale conserve toute sa pertinence, même après l’avènement de l’imagerie médicale parmi les outils d’étude mis à disposition des chercheurs. En effet, cette méthodologie demeure un indicateur cognitif plus direct (et par suite, moins sujet à interprétation) et moins coûteux pour tester les hypothèses concernant les traitements effectués par le cerveau et former de nouveaux modèles cognitifs.
Un exemple d'expérience de psycholinguistique comportementale consiste à demander aux sujets de convertir des noms en verbes ; par exemple, « le livre » suggère « écrire » ; « eau » suggère « boire », etc. Une autre expérience possible consiste à présenter une phrase active comme « Bob a lancé la balle à Bill » et un équivalent passif, « la balle a été lancée à Bill par Bob » et poser ensuite la question : « qui a lancé la balle ? ». Ceci doit permettre de vérifier (et c'est effectivement le cas) que les phrases actives sont traitées plus facilement et plus rapidement que les phrases passives.

### Potentiels évoqués (ERP)
Il existe plusieurs techniques d’enregistrement non invasif du cerveau. Parmi les techniques électromagnétiques, on retrouve de l’activité en électroencéphalographie (EEG). Il s’agit d’une mesure fonctionnelle et aussi quantitative (Électroencéphalographie quantitative) de l’activité électrique du cerveau. L’enregistrement s’effectue principalement de manière extra-crânienne où des électrodes placées en surface du cuir chevelu enregistrent le potentiel électrique émis pas une population de neurones. L’enregistrement de l’activité d’un seul neurone est également possible par l’insertion de micro électrodes intracrâniennes. Cette technique nous permet entre autres de mesurer le potentiel évoqué. Il s'agit d'une modification du potentiel électrique produite par le système nerveux en réponse à une stimulation externe (sensorielle) ou d’un événement interne (activité cognitive).
Au niveau du traitement de la linguistique, l’étude des potentiels évoqués permet d’identifier les sous-processus du traitement linguistique. Il existe plusieurs types de potentiels évoqués reliés à différents aspects précis au langage.
L’onde P600 est le potentiel évoqué observé lors des violations syntaxiques principalement en modalité visuelle. Plus précisément, elle s’observe grâce à une différence de potentiel positive débutant à 500 millisecondes (ms) avec un sommet de 600 ms après le mot cible dans des cas comme : 
- 2a. The broker hope TO sell the stock.
- 2b. The broker persuaded TO sell the stock.

En 2b la présence du mot TO conduit à une agrammaticalité syntaxique.
La ELAN, early left anterior negativity, se caractérise par une onde négative ayant un sommet de 200 millisecondes après l’apparition du stimulus et survient le plus souvent en réponse à des stimuli linguistiques violant la catégorie lexicale ou syntagmatique des mots.
Ex. : Le femme plutôt que La femme. Ces cas génèrent des ondes positives 600ms après l’évènement fautif.
La LAN, left anterior negativity, est une onde avec une grande variabilité inter langue attribuable à un problème d’accord morphosyntaxique. Son sommet d’amplitude se situe entre 300 et 500 millisecondes.
La N400 est reliée à des problèmes d’intégration lexicale, principalement en modalité visuelle,. Le sommet de l’onde négative atteint son amplitude 400ms après l’évènement fautif, dans des cas comme : 
- 2c. The officer shot the man with a GUN.
- 2d. The officer shot the man with a MOON.

Il est important de spécifier que les différents types de potentiels n’apparaissent pas qu’au moment d’incongruences linguistiques. En effet, ces ondes préalablement présentées sont toujours présentes et sont le reflet du traitement de la phrase en temps réel ; ce n’est que leur amplitude et leur temporalité qui changent en fonction du contexte. Lors d’une agrammaticalité, on remarque une réponse anormale de l’onde. L’amplitude des ondes est modulable grâce à l’amorçage sémantique et au degré de probabilité des mots. Également, les potentiels évoqués en violation linguistique s’observent aussi lors d’incongruités non linguistiques, par exemple en visualisation d’image, lorsque l’aspect combinatoire des éléments est erroné (ex. : Montrer une image d’un chat dans une niche).

## Protocoles expérimentaux
La plupart des protocoles expérimentaux utilisés en psycholinguistique sont empruntés à la psychophysique. Il s'agit le plus souvent de mesurer des seuils de reconnaissance ou de discrimination, par exemple au moyen de méthodes adaptatives. Néanmoins la spécificité des objets étudiés par la psycholinguistique, notamment le fait que les stimuli sont traités sur plusieurs niveaux (la phonétique, le lexique, la syntaxe, la morphologie, la sémantique et la pragmatique), et que l'information qu'ils contiennent est le plus souvent redondante (plusieurs indices physiques pouvant donner naissance au même percept), a contraint les chercheurs en psycholinguistique à développer certains protocoles spécifiques à l'étude de la compréhension du langage par le cerveau.

### La méthode du continuum de parole synthétique
La méthode du continuum de parole synthétique, vise à étudier la perception catégorielle de la parole, notamment la catégorisation par le cerveau des sons de parole en phonèmes ou en syllabes. Le développement de cette méthode dans les années 50 a été rendu possible par la mise au point de l'un des premiers systèmes de synthèse vocale, le Pattern Playback, au sein des Laboratoires Haskins. Les chercheurs l'ont ensuite employée de manière systématique pour étudier la perception de différents types de consonnes.
La mise en place d'une telle expérience pour l'étude de la catégorisation entre deux sons de parole A et B (par exemple deux syllabes /ba/ et /da/) consiste en trois phases,, : 
- Formuler une hypothèse sur le ou les indices acoustiques impliqués dans la catégorisation entre A et B sur la base d'une comparaison approfondie de spectrogrammes d’enregistrements naturels de ces phonèmes
- Générer un continuum synthétique variant par pas réguliers le long de la ou des dimensions identifiées précédemment, avec le premier élément du continuum identifié sans ambiguïté comme A, et le dernier comme B.
- Demander à un certain nombre d’auditeurs de catégoriser chacun des stimuli synthétiques obtenus, présentés dans un ordre aléatoire, comme une instance du phonème A ou du phonème B.

La représentation du pourcentage de catégorisations le long du continuum permet alors de vérifier la présence d’une rupture brutale entre les deux catégories (perception catégorielle), validant ainsi l'hypothèse de départ. Ce protocole peut également être utilisé pour quantifier la capacité à catégoriser ou discriminer les phonèmes chez un sujet ou, en combinaison avec la neuroimagerie, pour identifier les régions du cerveau impliquées dans ce type de tâches.

### Le test de Wada
Le test de Wada a été créé principalement pour identifier les fonctions spécifiques de chaque hémisphère. Ce test consiste à faire une anesthésie temporaire d’un hémisphère afin de pouvoir déterminer quel côté contrôle une fonction précise, par exemple la motricité ou le langage. On y parvient en injectant un anesthésique à courte durée d'action dans l’une des artères carotides. Lorsque l’anesthésiant est injecté d’un certain côté, il parvient à l’hémisphère ipsilatéral (du même côté) et ainsi se produit l’anesthésie de cet hémisphère. Des questions orales seront par la suite posées au patient. Le fait qu’il soit incapable de répondre aux questions démontre que l’hémisphère dominant pour le langage a été anesthésié. Ce test a permis d’observer que le langage est contrôlé par l’hémisphère gauche chez plus de 95 % des droitiers et 70 % des gauchers. Le 30 % restant chez les gauchers auraient l’hémisphère droit dominant pour le langage ou bien les deux hémisphères en même temps.

### Le test d'écoute dichotique
Le test d'écoute dichotique permet d’identifier les régions cérébrales qui sont actives lors d'une stimulation auditive. Ce test consiste à placer un casque d’écoute sur la tête du participant et de lui faire entendre simultanément des signaux sonores différents dans chaque oreille. On note ensuite quels signaux ont été le mieux perçus. Ce test a révélé un avantage de l'oreille droite sur l'oreille gauche pour ce qui est des tâches auditives car les informations entendues par l’oreille droite ont été mieux rappelées. Ce test met ainsi en évidence la spécialisation de l’hémisphère gauche pour le langage.

## La mémoire dans le langage

### Types de mémoire
La mémoire est un processus complexe qui passe par plusieurs étapes. Il existe quatre grands types de mémoire : la mémoire sensorielle, la mémoire à court terme, la mémoire à long terme et la mémoire de travail.
La mémoire sensorielle sert à maintenir l'information pour qu'on puisse ensuite la traiter. Elle se décompose en deux types : la mémoire iconique, une mémoire sensorielle visuelle, ainsi que la mémoire échoïque, une mémoire sensorielle auditive.
La mémoire à court terme (MCT) est reliée à la mémoire sensorielle et à la mémoire de travail (MdT). Elle permet de conserver et de restituer une information pendant moins d'une minute. Cette dernière se mesure grâce à l’empan mnésique. Lors d’une tâche de rappel, nos facultés nous permettent de retenir en moyenne 7 ± 2 éléments.
La MdT correspond au traitement cognitif des éléments qui sont temporairement stockés. Elle est composée, comme l’illustre l'image ci-dessous, d'un administrateur central, de la boucle phonologique, du tampon épisodique et du calepin visuo-spatial.

Modèle de la mémoire de Baddeley.

La boucle phonologique (phonological loop) comprend le registre phonologique qui permet la conservation de l'information acoustique ainsi que le mécanisme de répétition. Les aires de Broadmann 6 et 40 sont celles qui sont sollicitées dans ce traitement. La boucle phonologique est la principale composante de la mémoire à long terme pour ce qui a trait au langage. C'est elle qui conserve en mémoire les nouveaux mots jusqu'à ce qu'ils soient transférés en MLT. Le tampon épisodique (episodic buffer) lie les informations visuelles et auditives. Tout comme la boucle phonologique, il consolide les informations en mémoire à long terme. Quant à lui, le calepin visuo-spatial (visuo spatial sketchpad) garde en mémoire l'information spatiale temporaire. Finalement, l'administrateur central (central executive) est la composante qui gère le système à travers les diverses composantes.
La MLT se traduit par l'encodage, le stockage et la restitution. L'encodage donne un sens à l'élément qu'on veut rappeler. Son efficacité est affectée par la profondeur de celui-ci. Par exemple, on pourrait encoder le mot sapin selon ses caractéristiques : forme, odeur, Noël, etc. Le stockage, quant à lui, correspond au renforcement et tente de consolider les souvenirs afin qu'ils résistent à l'oubli. Finalement, la restitution se traduit par la récupération des souvenirs. Il s'agit d'une copie de l'information suivie de son envoi en mémoire de travail. On parle de rappel lorsque l'information est restituée de manière active, soit de manière non indicée ou simplement d'une reconnaissance. Ces trois composantes sont fortement reliées ; un souvenir bien encodé et structuré sera plus accessible, donc restitué plus rapidement. À l'opposé, l'oubli illustre un déficit dans une de ces composantes. La mémoire à long terme se subdivise en mémoire explicite (déclarative) et en mémoire implicite (non déclarative). La mémoire explicite comprend la mémoire épisodique (évènements biographiques et expériences) et la mémoire sémantique (faits, concepts relatifs à la connaissance du monde, mots, sens).

### Mémoire et langage
La faculté de langage comprend un lexique et une grammaire mentale. Le lexique agit à titre de mémoire à long terme déclarative où sont stockés les mots réguliers et irréguliers ainsi que leur structure argumentale. Par ailleurs, la grammaire est comprise dans la mémoire à long terme procédurale et sous-tend les règles et les dépendances de structure syntaxique et morphologique. Dans cet ordre d’idée, Ullman et ses collaborateurs (Ullman, 2001, 2004 ; Ullman & Corkin, 1997 ; Ullman & Pierpont, 2005) ont présenté le modèle déclaratif-procédural afin de réconcilier le langage aux autres fonctions cognitives.
Certains problèmes langagiers sont reliés à un mauvais traitement en MCT ou en MdT. Ces deux types de mémoire sont ceux qui dirigent les tâches cognitives comprenant une composante langagière. Parmi ceux-ci on retrouve :
- Des problèmes face à des phrases complexes ;
- Des problèmes de compréhension en récursion ;

ex. : « Le chien de la voisine du frère de mon ami… » ;
- Double et triple négation ;

ex. : « Les grévistes n’ont pas décidé de ne pas manifester contre l’austérité. »
- Double négation avec un quantificateur universel[32] ;

ex. : « Tous les grévistes n’ont pas décidé de ne pas manifester contre l’austérité. »
Les composantes de la MCT : la boucle phonologique, le calepin visuo-spatial ainsi que le buffer épisodique ont tous un rôle à jouer dans le langage. D’abord, la MCT et la MdT sont deux variables qui peuvent nuire à l’apprentissage d’une langue seconde (L2). Par exemple, lors de la répétition d’un son aléatoire ou en syntaxe, elles peuvent nuire au bon fonctionnement de la boucle phonologique et ainsi affecter la L2 sans effet pour la langue maternelle. Somme toute, une meilleure mémoire verbale à court terme (memory span) permet un meilleur apprentissage d’une langue seconde. Pour ce qui a trait au calepin visuo-spatial ses habiletés cognitives et sa capacité à traiter l’information ont un rôle à jouer dans la compréhension du langage. Quant à lui, le buffer épisodique est responsable de la compréhension en lecture.
La mémoire est une composante importante qui peut être affectée dans certaines pathologies. Parmi celles-ci, on retrouve entre autres les patients avec lésions à l’hémisphère gauche, la schizophrénie, le syndrome de Down, etc. On compte également celles comprenant un trouble spécifique du langage (TSL) dont les personnes affectées présentent une moins bonne performance lors de tests de répétition de non-mots ; cette difficulté est associée à une déficience dans la partie stockage de la boucle phonologique de la MCT. Ce déficit nuit aux tâches de lecture. La mémoire est également une fonction qui peut être affectée chez les enfants souffrant de dysphasie. Chez ceux-ci, la mémoire verbale sera la plus affectée, même si on remarque également des lacunes au niveau de la MCT. La mémoire est aussi touchée chez les personnes qui présentent des démences neurodégénératives telle la maladie d’Alzheimer (MA). Les troubles mnésiques sont les premiers symptômes qui seront associés à la MA. Ces atteintes sont corrélées avec des troubles langagiers dus à des atrophies cérébrales qui affectent les différents types de mémoire.
Finalement, la capacité de mémoire peut permettre le diagnostic de plusieurs pathologies comme les problèmes de prononciation. Plus précisément, la dysarthrie est associée à problème musculaire tandis que la dyspraxie correspond à un problème au niveau de la boucle phonologique. 

## Principaux thèmes de la psycholinguistique
- Étude des troubles du langage à la suite de lésions (aphasie) ou d'un trouble de l'apprentissage (dyslexie, dysphasie, dyspraxie).
- Effet des pertes auditives (presbyacousie ou perte d'audition due au bruit) sur la compréhension de la parole et remédiation par l'usage d'audioprothèses.
- Étude de l'effet positif de la pratique musicale sur la compréhension de la parole.
- Mesure et modélisation de l'intelligibilité de la parole dans différentes conditions (par exemple au moyen du Speech Transmission Index).
- Implication du système moteur dans la compréhension de la parole (cf. Théorie motrice).
- Modèles de la compétition lexicale pour la reconnaissance des mots et la segmentation des phrases en mots.
- Détermination des mécanismes impliqués dans la compréhension de la parole dans le bruit: streaming (séparation aveugle de sources), Effet cocktail party, Phonemic restoration effect
- Étude de la perception catégorielle de la parole.
- Perception audiovisuelle de la parole et effet McGurk.
- Cognition supralinguistique : reconnaissance du locuteur ou perception de la modalité de la phrase (e.g. ironie).
- Création de systèmes de Reconnaissance Automatique de la Parole ou de synthèse vocale.
- Étude de l'acquisition du langage chez l'enfant et de l'acquisition d'une seconde langue.
- Théories portant sur l'origine du langage et la grammaire universelle.
- Encodage et traitement de la parole dans le cerveau.
- Identification des modules du cerveau impliqués dans le traitement et la production du langage.
- Impact des troubles du langage sur le comportement d'une personne.

## Psycholinguistes importants
- Steven Pinker ;
- Mark Seidenberg ;
- George Lakoff ;
- Eleanor Rosch ;
- Denis Legros
- Ramde K. Aime.